# Pratt & Whitney R-1535
Il Pratt & Whitney R-1535 Twin Wasp Junior era un motore aeronautico radiale doppia stella a 14 cilindri raffreddato ad aria prodotto dall'azienda statunitense Pratt & Whitney negli anni trenta.
Introdotto nel 1932 era caratterizzato dai valori di alesaggio e corsa identici (motore quadro).
La sigla R-1535 identifica il modello in base alla sua cilindrata, 1 535, in pollici cubici.

## Versioni
- R-1535-11 - 750 hp (559 kW)
- R-1535-13 - 750 hp (559 kW), 825 hp (615 kW)
- R-1535-44 - 625 hp (466 kW)
- R-1535-72 - 650 hp (485 kW)
- R-1535-94 - 825 hp (615 kW)
- R-1535-96 - 825 hp (615 kW)
- R-1535-98 - 700 hp (521 kW)
- R-1535-SB4-G - 825 hp (615 kW)

## Caratteristiche tecniche
(riferite alla versione R-1535-13)
- Cilindrata: 25.2 L (1,535 in³)
- Alesaggio: 131,8 mm (5.1875 in)
- Corsa: 131,8 mm (5.1875 in)
- Potenza: 825 hp (615 kW)
- Potenza specifica: 0.54 hp/in³ (24.4 kW/L)

## Velivoli utilizzatori
Francia
- Breguet Bre 695
- Potez P.63.12

 Paesi Bassi
- Fokker D.XXI (Solo sulle serie 4 e 5 costruiti su licenza in Finlandia)

 Regno Unito
- Miles Master

 Stati Uniti
- Hughes H-1 Racer (R-1535)
- Northrop A-17 - R-1535-13
- Bellanca 28-70
- Curtiss SBC-3 Helldiver
- Douglas O-46
- Grumman F2F
- Northrop BT
- Vought SBU Corsair
- Vought SB2U Vindicator